# Nesmoth
Nesmoth (em árabe: نسموط) é uma cidade e comuna localizada na província de Mascara, Argélia. Segundo o censo de 2008, a população total da cidade era de 5 527 habitantes.